# Автури
Автури — село (аул) в Шалінському районі Чечні. 

## Географія
Село розташоване біля підніжжя Чорних гір, на річці Хулхулау (чеченською Хулі, басейн Сунжи) за 6 км на схід від міста Шалі. Найближчі села: на сході — Курчалой, на південному сході — Гелдиген, на півночі — Цоци-юрт, на південному заході — Сержень-Юрт. 
У селі діють школи, школа-інтернат, диспансер, лікарня. Відновлюється Північно-Кавказька бройлерна птахофабрика, знищена під час Чеченської війни 1994 — 1996 років. 